# Ocypodidae
Ocypodidae é uma família de crustáceos decápodes que inclui diversos caranguejos comuns, entre os quais os pertencentes aos géneros Ocypode e Uca.

## Subfamílias e géneros
A família Ocypodidae inclui as seguintes subfamílias e géneros:
- Subfamília Dotillinae
  - Dotilla
  - Dotilloplax
  - Dotillopsis
  - Ilyoplax
  - Potamocypoda
  - Pseudogelasimus
  - Scopimera
  - Shenius
  - Tmethypocoelis
- Subfamília Heloeciinae
  - Heloecius
- Subfamília Macrophthalminae
  - Australoplax
  - Enigmaplax
  - Macrophthalmus
- Subfamília Ocypodinae
  - Ocypode
  - Uca
  - Ucides